# Bariyarpur (Rautahat)
Bariyarpur (nep. बरियारपुर) – gaun wikas samiti w środkowej części Nepalu  w strefie Narajani w dystrykcie Rautahat. Według nepalskiego spisu powszechnego z 2001 roku liczył on 978 gospodarstw domowych i 6297 mieszkańców (3046 kobiet i 3251 mężczyzn).